# イ・サン
『イ・サン』（原題：이산 李祘）は、韓国の放送局MBCで開局46周年の特別企画ドラマとして、2007年9月17日から2008年6月17日まで毎週月曜日・火曜日の21:55から23:10まで（現地時間）放送された、李氏朝鮮22代国王である正祖（チョンジョ＝イ・サン）を主人公としたフィクション歴史ドラマ。全77話。
監督は「宮廷女官チャングムの誓い」のイ・ビョンフンであり、同作に出演した役者も多数出演している。また、同監督の作品「商道」の楽曲のいくつか（「約束」など）が再び使われている。
主人公イ・サンは、2010年の同監督によるドラマ『トンイ』の主人公トンイ(淑嬪崔氏)の曾孫にあたる人物である。

## 韓国での放送
当初は全60話の予定であり、一時は40%に迫る視聴率を得た。しかし、イ・サン（正祖）の即位が遅れ、視聴者が期待を寄せたラブストーリーの進展もなかったため、視聴率が28%に下落した。
その後、制作陣は「サン（イ・ソジン）とソン・ソンヨン（ハン・ジミン）のラブストーリーなど、これまで扱いきれなかった内容を中心に視聴者たちの期待に応えたい」として、16話延長することを決定した。
76話の最終回を放映終了した後、スペシャル特番を放送する予定だったが、その日は李明博（イ・ミョンバク）大統領の対国民談話の特別放送が編成され、やむをえず放送日程が延期されることになった。その上、最終話で展開される内容が多いため、最終話分の延長が決定した。したがって、この決定で『イ・サン』は、初め企画した放送分より17話が増え全77話となった。
第41話放映後の2008年2月5日には、第1話から第40話までのハイライトや撮影時の裏エピソード、NG集や名シーン・名セリフ集などのスペシャル番組が放映された。その他にも2回（つまり計3回）スペシャル番組が放映されている。
なお、韓国での最高視聴率は38.9%が記録されている。

## 日本での放送
衛星劇場（スカパー!：ch310、e2byスカパー!：ch222、）、衛星劇場HD（スカパー!：ch628、ハイビジョン放送）にて日本語字幕版（日本語吹き替え無し）が、2008年10月18日から2009年3月29日まで毎週土曜日・日曜日の11:00（JST）から2話ずつ（リピート放送は毎週月曜日・火曜日の5:00(JST)からと12:00(JST)から2話ずつ）放映された。
2009年8月2日から2011年2月13日まで、NHK-BS2にて日本語吹き替え版（二カ国語放送）が、毎週日曜日の21:00から22:00まで（JST）放映された。オリジナル版の本編放映時間は70分前後なのに対し、NHK-BS2版では本編放映時間が60分となっているためノーカット版ではない。なお、日本版DVDには本編ノーカット完全版で収録予定である。
このほか、2010年6月18日から2011年3月25日までNHK-BShiにてノーカット・日本語字幕版の放送が、毎週金曜日の22:00から24:20まで（JST）放映されていた。
更に2011年4月3日から2013年1月13日までNHK総合テレビにて日本語吹き替え版（二カ国語放送、文字多重放送）が毎週日曜日の23:00から24:00 まで（JST）で放映された。
民放地上波では2013年9月12日からテレビ東京の韓国ドラマ枠「韓流プレミア」で毎週月曜から金曜の8:25から9:21 まで放送された。また、2014年1月7日よりCBC、3月3日よりBS-TBSでも放映されていた。
2017年 ホームドラマチャンネルでも放映されていた。
2018年 4月19日よりAbemaTVの「韓流･華流ドラマ」チャンネルにて、毎週月曜日から金曜日の1日3回放映された。（23:30/11:30/18:30）
2021年 2月8日よりBS日テレにて、毎週月曜日から金曜日13:00 - 14:00で放映された。
2021年 6月29日よりCSチャンネル銀河にて、毎週月曜日から金曜日21:30 - 23:00で放映された。
2022年 3月17日よりテレビ大阪にて、毎週月曜日から金曜日11:59 - 13:00で放映された。テレビ大阪ではさらに、2024年9月16日より毎週月曜日から木曜日17:25 - 18:25でも放映された。
2023年 5月23日よりテレビ東京にて、毎週月曜日から金曜日8:15 - 9:11（韓流プレミアム枠）で放映された。
2024年 4月5日よりBS日テレにて、毎週月曜日から金曜日17:00 - 18:58（2話連続放映。ただしプロ野球中継により1話放映の日もあった）で放映された。また、7月頃より11月7日までテレビ北海道にて毎週月曜日から金曜日9:30 - 10:26で放映された。

## ストーリー
李氏朝鮮第22代国王である正祖ことイ・サンを主人公とした物語である。朝廷内の派閥争いや当時の朝廷内の機関である図画署（トファソ、主に朝廷内で起きた行事を絵で記録するための部署）などにスポットを当て、サンの即位を阻止しようとする陰謀、即位後も常に命を狙われつつ、政治の改革に着手するサンの波乱に富んだストーリーが展開される。サンの父・思悼世子は、サンの祖父であり李氏朝鮮第21代国王である英祖の後継であったが、朝廷内の派閥の陰謀により無実の罪で刑死させられた結果、紆余曲折の末にサンが英祖の後継となる。当時の朝廷内は老論派（ノロン派）と呼ばれる派閥が重きをなしており、老論派と対立する少論派（ソロン派）および南人派（ナミン派）を支持するサンは常に老論派から命を狙われることとなるが、幼少期に出会い友情を結んだパク・テスやソン・ソンヨン、父が重用していた忠臣などの助けにより、朝廷内の誤った慣習を撤廃させ、当時の政策に改革を加えるなど、自身の理想とする政策を立案、実行する他、派閥を問わず能力のある者を登用し、朝鮮末期文化に華を開かせた。

## 登場人物
朝鮮語では語頭にくる音は濁音にしないので、フルネーム表記と名前のみの表記では音が変わる。本項では人物紹介はフルネーム表記、詳細はドラマ中でよく使われている呼称を使用している。
-()はNHK及びDVD吹替え版の声優。

### 主要人物
イ・サン（李祘）・チョンジョ（正祖）：イ・ソジン-（川島得愛）幼少期：パク・チビン-（本城雄太郎）
この物語の主人公で思悼世子の次男で、英祖の孫にあたる。後の李氏朝鮮第22代国王・正祖。正室は孝懿(ヒョイ)王妃(清風金氏)。
11歳の頃に老論派の陰謀によって父が刑死させられる直前にソン・ソンヨン、パク・テスらと出会い、身分を超えた友情を結ぶ。その後も2人を温かく見守りつつ、ソンヨンに好意を抱くようになる。父が刑死したのちに老論派の諸臣が「罪人の息子は王になれない」と主張したため、英祖の長男である孝章世子の養子となり、英祖の後継者（世孫）となる。持って生まれた洞察力と明晰な頭脳は祖父・英祖から受け継いだが、人間に対する暖かい見解が祖父とは異なる。学問が好きで、武芸にも優れる。「聖君になれ」という父の遺志を継いで王になることを決意し、祖父である英祖から後継者として多くを学び、成長後は父を死に至らしめた老論派を敬遠し、少論派や南人派などの臣下を身の回りに置き老論派を牽制するようになるが、即位を阻もうとする老論派の敵対勢力に命を狙われる。
25歳で即位する際には「私は、思悼世子様の息子だ」と臣下に向かって宣言し、父の無実と正当性を示した。水原華城 (世界遺産)に代表される優れた建設技術や新しい文物の西学導入など、朝鮮末期文化の華を開かせ、ハングルを創造した世宗大王（李氏朝鮮第4代国王）と並ぶ好学の王としての誉れ高いが、生涯に10回以上反対勢力からの刺客による暗殺未遂事件を起こされる波乱の人生を送った。
1800年6月、病が悪化して49歳で予期せぬ死に倒れる。墓は遷都予定だった水原に所在し、父である荘献世子（チャンホンセジャ）の隆陵の脇に建てられた健陵である。なお、本名はイ・サンであるが、サン（祘）は諱であるため当然劇中でその名が呼ばれることはなく、世孫（セソン）または世孫邸下（セソンチョハ）（日本語ではサンに対する呼称が、単に世孫であった場合はそのまま読まれるが、（世孫）邸下であった場合は世孫様と訳される）の名称で、王に即位してからは主上殿下（チュサンチョナ）（日本語では王様）の名称で呼ばれる。また、ソンヨンとテスと初めて会ったときに名前を訊かれてとっさにムドク（武徳）と名乗って以来、お忍びの際には必ずイ・ムドク（李武徳）いう偽名を用いる。
第34回で行幸中にチョン・フギョムと共に髭を蓄えた。
ソン・ソンヨン（成松淵）・宜嬪成氏：ハン・ジミン-（花村さやか）幼少期：イ・ハンナ-（前田瀬奈）
この物語のヒロイン。幼い頃に両親を亡くして女官見習いとして宮中に入る。この時まだ赤子だった弟ソンウクが養子に出され、生き別れる。父はかつて図画署に在籍しており、彼女も絵の才能に恵まれている。11歳の時に宮中で初めてサン、テスと出会い友情を結ぶ。その後、自分に好意を抱くようになったテスの気持ちを知りながらも、サンを一途に想い続ける。武器庫事件でサンを助けたことによりサンの敵に命を狙われ、パク・タルホとその甥であるテスとともに逃亡していたが、数年後に都に戻って3人で暮らし始めた。のちにサンに再会することを願って図画署の茶母（タモ、下働きの女性）になり、サンを陰で見守る。その後、慣例を破って図画署初の女性画員となり、自身の絵により英祖をはじめ、恵慶宮(ヘギョングン)、孝懿王妃らに力を貸し、のちにサンの側室になる。入宮初日に正祖（サン）と縁を結び、承恩尚宮（スンウンサングン。王の寵愛を受けた女性に与えられる位階）になる。
清への人身売買事件を解決する手助けをした功績を認められ、懐妊したことで恵慶宮から正三品昭容（ソヨン）に叙せられた。正祖の最初の王子（元子、ウォンジャ）であるヒャンを産み、彼を世子とする為に正一品宜嬪に叙せられ、宜嬪成氏（ウィビン・ソン氏）となるが、間もなくして世子をはしかにより失う。
その後再び懐妊するが、妊娠中に臓結病（チャンギョルピョン：現在で言う肝臓がんや肝硬変）を患っているのを察知し、更に処置不能なほどに進行していたために余命が少ないのを知り、胎児に害が及ぶことを恐れて薬の服用を拒んだため、最期はサンの腕の中で倒れた。最終回でも霊魂として登場し、病魔に冒され危篤のサンに薬を与え、彼を労わる。
パク・テス（朴大壽）：イ・ジョンス(李鍾洙)-（宮内敦士）幼少期：クォン・オミン-（新井海人）
サンの護衛部隊（翊衛司＝イグィサ）の官職である右洗馬（ウセマ、正九品相当）の武官として任官し、正祖即位後に宿衛官（スグィグァン、従五品相当）→ホン・グギョン死後、新しく編成された王の親衛隊・壮勇衛（チャンヨンウィ）中軍（チュングン　従二品相当）→大将（テジャン　従二品相当）に昇格。幼少期に両親を亡くしており、叔父であるタルホと暮らしている。叔父の計らいで内待（ネシ）見習いとして宮中に入るものの、去勢をしていないことが発覚し去勢を命じられるが、結局去勢はしていない。その頃に、サン、ソンヨンと偶然出会い友情を結ぶ。去勢をする度胸が無いテス は宮中を出る事となり、その9年後にサンと再会したテスは彼を守るという約束を果たすために武官の採用試験の勉強を決意する。それまで全く仕事もせずに毎日賭けシルム（相撲）に明け暮れる日々を送っていたが、知らなかったとはいえ老論派の陰謀である白布の窃盗の片棒を担いでサンに迷惑をかけたことを深く後悔し、心を入れ替えて武科試験の勉強を再開。武科試験の志願者を教えていたクギョンと出会い、クギョンの助けで武官採用試験に合格し、再び宮中に入ることとなる。ソンヨンに好意を抱きつつ、サンに対するソンヨンの気持ちを知り自分の気持ちを隠すこととなるが、後にサンに「ソンヨンを側室に迎えて欲しい」と自分の気持ちを込めて進言した。武官になってからは、常にサンの命を守るべく身体を張り、サンの護衛官で先輩であるソ・ジャンボ、カン・ソッキに認められ、クギョンと共にサンの敵対勢力からの陰謀に抗する。どんな場面においても、サンに対する敬愛とソンヨンに対する想いを常に持ち続け、三人の友情を終世貫いた孤高の人物である。
サンの死後は、コン（李氏朝鮮第23代国王・純祖）の護衛官になる。そして、亡きサンとソンヨンに思いを馳せていた。
ヨンジョ（英祖）：イ・スンジェ-（大塚周夫）
李氏朝鮮第19代国王・粛宗の次男で、第21代国王。サンの祖父。正室は貞純(チョンスン)王妃(慶州金氏)。歴代の朝鮮王朝の中で最も長生きした君主であり、在位期間もおよそ52年と最も長い。厳格な性格であるが鋭い洞察力と明晰な頭脳を持つ。即位後、66歳の時に当時15歳であった貞純王妃を後妻として娶る。粛宗の王世子であり異母兄でもある、のちの20代国王景宗は少論派が支持しており、自らは老論派に支持され王世弟となる。景宗が死去すると王位を継ぎ、李氏朝鮮第21代国王となった。熾烈な党争の中で生命の脅威まで感じていた英祖は、朝廷では少論派より老論派を重用するようになるが、これが後に自身の息子の王世子（サンの父）を死に追いやることとなる。のちに英祖は王世子に「思悼（サド）」と追悼すると共に、王世子の息子であるサンを王世孫に冊立する。又のちにはこの一連のことを教訓としてサンに代理聴政を行わせ、老論派に牽制されることを前もって防止した。その後もサンの代理聴政を見守る傍ら、自身の継妃である貞純王妃や重用している老論派の臣下に対しても、陰謀が露見した時には必罰の信念を貫いたが、多忙な老王に若くして嫁いだ貞純王妃を哀れんだため、彼女を死罪とすることはできなかった。晩年には認知症 を患うようになり、また脳卒中の症状で一時的に人事不省となった。回復してサンに後事を託し、ある日の朝に自らの死期が迫ったことを悟ると、王宮の外で死ぬとの願いを果たすためにお忍びで市中へ出る。そして密かにソンヨンを呼び寄せて自分の記憶を頼りに思悼世子の肖像画を描かせ、彼女に生母淑嬪崔氏の形見の指輪を託した。その後、出来あがった肖像画を見ながら自身の愚を詫びつつ一人涙し、83歳で薨去した（1776年）。
サド（思悼）世子：イ・チャンフン-（咲野俊介）
英祖の次男で王世子（ワンセジャ）。サンの父。正室は恵慶宮(豊山洪氏)である。2歳で王世子に冊立され、10歳で恵慶宮と婚姻を結ぶ。少論派の学者から学問を学んだため、朝廷を掌握している老論派と対立した。のちに英祖の代理として政務を処理するようになると、貞純王妃と老論派が手を結び英祖に讒言するようになり、王世子を陥れた。次第に精神を蝕まれた王世子は奇行をくりかえすようになり、1762年に世子を廃され、王命により米櫃に閉じ込められ数日後に餓死した。のちに真相を知り息子が無実だと知った英祖はこれを悔やんで「思悼（サド）」と追悼し、1777年にはサンが即位後、「荘献」（チャンホン）と追尊した。のちに正祖が水原に華城や行宮を建設するとともに、当時の揚州（現在のソウル市東大門区の梨峰山）にあった父の墓を水原に移し（隆陵）しばしば供養のために訪れている。サンは即位後に彼を誹謗中傷するのは許さないと宣言している。

### 宮中の人々
ヘギョングン（恵慶宮）・豊山洪氏：キョン・ミリ-（宮寺智子）
嬪宮（ピングン）→恵嬪（ヘビン）→正祖が即位後は恵慶宮（ヘギョングン）。思悼世子の正室で、サンの生母。老論派の陰謀により、刑死となった思悼世子の死後、王の後継となったサンの廃位を企む貞純王妃や老論派などの陰謀に抗することも出来ず、宮中で鬱々と過ごす。サンの即位後、ソンヨンを正祖の側室に入れる意思を孝懿王妃から聞いた時に身分が低い事を理由に激怒するほど身分にこだわった。ただし、単に身分の違いによってソンヨンを嫌っていただけではなく、孝懿王妃の女官であるキム尚宮からソンヨンについて在ること無いこと言い立てられたことでソンヨンに対する悪いイメージが決定的に形成されるに至ったこと、また身分の低い母親を持つ世子が苦労を重ねる前例を知っていたことが実質である。ホン・グギョンの妹・元嬪を側室に迎えるように真っ先に尚且つ、正祖に意見をさせず強引に手配した。しかし、元嬪が嘘を並べたてて保身を図った事を知って失望して見放し、病に倒れた元嬪を見舞いに行こうとした王妃に「罰を受けた者の元に行く必要は無い」と止めたために、後にホン・グギョンと王妃との間に決定的な対立をもたらしてしまった。これがホン・グギョンの失脚の遠因となってしまう。側室としてやってきたソンヨンを当初は邪険にするが、その後の活躍で最終的に彼女を「王族」として認めた。孫となる嫡男文孝世子を「目に入れても痛くない」と溺愛し、はしかによる訃報を聞いて「なぜ私が代わりに死ななかったのだろう」と落胆したほどで、ソンヨンの死に際しては、生前にもっと優しくしなかったことを後悔した。宮中において「英祖との葛藤によりサドセジャは精神を病むようになった」などと記録された自分の一生を書いた自叙伝、『恨中録』（『閑中録』、『泣血録』とも呼ばれる。朝鮮版『蜻蛉日記』と呼ばれる）を著わしている。
チョンスン（貞純）大妃・慶州金氏：キム・ヨジン-（高島雅羅）
王妃→英祖王の死後、大妃（テビ）となる。英祖の正室。老論派をまとめる真の黒幕。サンの廃位を企み数々の策略を巡らすが陰謀が露見して、王命により廃位される。しかし英祖の宣旨は、英祖の死後も祖父への孝心を保つ正祖（サン）によって発布されず、嘉靖堂（カジョンダン）へ軟禁処分となる。その後、チャン・テウを牽制しようとするホン・グギョンの野心につけこんで再び宮中に戻る。チャン・テウが持つ力の恐ろしさを誰よりも知っており、策略を用いて彼を朝廷から追放した過去がある。正祖即位後に自殺未遂を起こした後で「薬の服用を誤っただけで、王様は私を気遣ってくれている」などと老論派の前で偽証してサンに貸しを作ったり、ホン・グギョンにテウの上奏書を渡す代わりに彼の弱みを握って事を運ばせるなど、政治的な駆け引きに長ける。元嬪の想像妊娠を見抜くなど視野も広く、目ざとい。英祖が存命中はサンの異母弟にあたる恩全君（ウンジョングン）、正祖が即位してからは元嬪の死後にホン・グギョンによって彼女の養子とされた完豊君（ワンプングン、恩彦君の実子）を東宮に封じ、サンを排除して垂簾聴政を敷くことを企む。英祖の遺言状を奪うべく暗躍していたが、第76話の謀反を機に遂に断罪され、全てを失って嘉靖堂へ押し戻される。そして、斬首刑に処されるチェ・ソクチュ達から老論派の未来を託された。
ファワン（和緩）翁主：ソン・ヒョナ-（岡寛恵）
英祖の側室・映嬪（全義李氏）の娘で思悼世子の同母妹。サンの叔母にあたる。野心家であり、もうひとりの黒幕といえる人物。老論派と結託し兄である思悼世子に濡れ衣を着せ刑死に追いやった張本人でもある。その後もチョン・フギョムを養子に迎えるなどして彼と共にサンの廃位や暗殺を目論む。サンを排除した後はチョン・フギョムを王位につけることを望んでいた。正祖即位の際に謀反を行うものの、王命により平民に降格するが正祖自身は彼女を処刑できず、結果的に配流された際に、サンに復讐を誓った。
ヒョイ（孝懿）王妃・清風金氏：パク・ウネ-（樋口あかり）
嬪宮（ピングン）→正祖即位後は王妃となる。正祖の正室。10歳の時、サンと婚姻する。性格は穏やかで優しいが毅然とした一面も持つ。親しすぎるサンとソンヨンの関係に嫉妬を感じるが、明るくて才能あるソンヨンを温かく見守り、サンに安らぎを与えられる女性はソンヨンしかいないと確信するに至る。正祖とは子宝に恵まれず、宮中で側室を迎える話になると恵慶宮らの猛反対を押し切ってまでソンヨンを後宮に勧めたが、自身の知らぬところで恵慶宮によってソンヨンは辞退させられて（しかも恵慶宮に口止めまでされて）いた。後述する元嬪（ウォンビン）との一件から、ホン・グギョンの謀略によって無実の罪を着せられ、それを知らぬまま、サンから身に覚えの無い不興を買いそうになったが、ソンヨンから屏風絵作成で元嬪が益母草 を飲むのを聞いた事で彼女が想像妊娠だったのを見破り、遂に彼ら兄妹への攻勢に打って出た。元嬪の死後、グギョンは自らの立場を彼女によって危ぶまれてしまい、妹の復讐と口封じに燃えるクギョンに暗殺されかけるが、側室として宮中に入ったソンヨンを見舞って不在だった事とグギョンの変心とにより、暗殺計画は未遂に終わった。ホン・グギョンが自分を殺そうと知った時と、それが元で流刑となった彼が亡くなった事を知った時は、良心の呵責に苛まれる描写がある。
スビン（綏嬪）・藩南朴氏：ソ・ユナ
正祖の側室。子女に李氏朝鮮第23代国王となる純祖と淑善翁主がいる。
ファビン（和嬪）・南原尹氏：ユ・ヨンジ
大臣ユン・チャンユンの娘で正祖の側室。ソンヨンの側室としての品格を恵慶宮よりも早くに認める。しかし、自分よりも品格・知性などの能力が高いため、快く思っていない節がある。ソンヨンが文孝世子を出産した日と同じ日に翁主を産むが、幼くしてはしかで亡くす。
史実ではソンヨンはファビンに仕える女官とされている。
ウォンビン（元嬪）・豊山洪氏：チ・ソンウォン-（渋谷はるか）
ホン・グギョンの妹（実際の名前は不明）で正祖の側室。淑昌宮に住む。ヘギョングンらに気に入られ、側室にとクギョンを通しつつ王に進言（実際はヘギョングンらが既に決めており、これを強引に押し通す形だった）して宮中入りしたが、正祖がソンヨンと図画署で会っていたために初夜に来なかった事で、自分に対する攻撃材料を失くすために女官を帰らせた後に王が来たと偽証した。その本性はプライドが高く身分の低い者には尊大で横柄という、両班の女性の典型で、しかも被害妄想が強い上に狡猾。独断でソンヨンを呼び出し尋問しようとしたが、薬を届けに来た孝懿王妃に咎められて怒りを買い、「内訓（ネフン：婦女子の教訓の書）を持って来るように」と叱責されてしまう。しかもその憂さを晴らすかのように恵慶宮が依頼した屏風の作成にかこつけてソンヨン（チョビが同行していた）を呼び寄せ、自分の部屋で描かせるように頭ごなしに命令したり、蓮の花の謂われを説いたソンヨンに平手打ちをするなど陰湿な嫌がらせをしていく。54話で懐妊したと思われたが、実は想像妊娠だということが分かってしまう。自分の立場を守るために恵慶宮に偽証してしまった為に兄に泣きすがり、流産を装って事実を隠蔽しようとしたが、恵慶宮がこれに納得せず調査を要請した事と、兄から送られた益母草を飲んでいたのをソンヨンから聞いた孝懿王妃に想像妊娠を見破られ、事実が最悪の形で明るみに出てしまう。嘘に嘘を重ね、孝懿王妃に無実の罪を着せて保身を図ろうとした結果、「王室を騙した」として王妃らに叱責される。恵慶宮には「懐妊した後も知らずに益母草を飲み続けた」と兄と一族を守るべく偽証したものの、怒り心頭の王妃によって平民への降格を宣告されてしまう。許しを乞うために雨に打たれ続けた事と心労から体調を崩した後に病を発し、（「罰を受けた者の元に行く必要は無い」と王妃の見舞いをも止めた）恵慶宮からも許される事無く、兄に「これ以上屈辱を受けて生きるより、このまま死んだ方がマシです」「男の子を産みたかった」と言い残し、敢え無く息を引き取った。この一件でホン・グギョンは孝懿王妃に対し恨みと復讐心を抱くようになり、これが後に完豊君の招聘へと繋がる。妹の無念を晴らすべくまた、口封じ の為の後の暗殺未遂事件へと繋がって全てを失ってしまう事となる。
史実では、ウォンビンは12歳で正祖に嫁ぎ、13歳で亡くなっている。
ムン（文）淑儀（スギ）：チ・ソンウォン
英祖の側室。
ムニョ（文孝）世子（セジャ）：チャ・ジェドル
正祖とソンヨンの子。本名はイ・ヒャン。子宝に恵まれなかった正祖の嫡男として生まれる。聡明で、父母や祖母である恵慶宮らの愛情を一身に受けて育ったが、世子に即位して間もなくはしかにより夭折する。
スンジョ（純祖） ：イ・ジミン
正祖とスビンの子。本名はイ・ゴン。正祖の次男として生まれる。第77話に世子として登場。世孫だった頃のサンに英祖が「民が安らかに住むために、王がするべきことは何か」という質問を、かつて自分がされたようにサンが世子に問い、世子は回答に悩む。正祖逝去後、11歳で第23代国王純祖（スンジョ）となる。
ウノングン（恩彦君）：イ・デビッド
サンの異母弟。ホン・グギョンに懇願されて息子のタムを故人となったウォンビンの養子とする。
ウンジョングン（恩全君）： カン・サン
サンの異母弟。
ワンプングン（完豊君）： チェ・ウォノン
ウノングンの息子。本名はイ・タム。ホン・グギョンの計らいによって、故人となったウォンビンの養子とされる。

### 朝廷の人々
ホン・グギョン（洪国栄）：ハン・サンジン-（てらそままさき）
世子侍講院説書（セジャシカンウォン　セソ　正七品相当）→司憲府持平（サホンブ　チピョン　正五品相当）→司憲府執義（サホンブ　チビ　従三品相当）→宿衛所（スギソ：王の親衛隊）隊長兼、都承旨（トスンジ：王命を伝達する官庁）及び承政院（スンジョンウォン：王命履行の結果報告を王に行う官庁）の長官。正三品堂上に相当）に昇進。王世孫時代からサンを支えた側近である。両班の出身で、宮中入りを志願しているテスに武科の講義をする。権力を得るためには手段を選ばないが、その権力を用いるには慎重であるべきという思考の持ち主。ホン・イナンの遠縁にあたり、フギョムから派閥への誘いを受けるが断った後、サンの側に付き右腕となる。正祖即位後に絶対的権力を手にするが、妹である元嬪が正祖の側室に入る一件から、外戚にして力を得させようとする恵慶宮と、王の最側近という立場のまま外戚になることの危険性を説く孝懿王妃との板挟みになっていく。結局、権力への誘惑に負け「忠誠心を示し、外戚となって力を得よ」という恵慶宮の意向に従う事になり「全ては王様のため」という心構えも自身が気づかぬうちに権力の魔力に憑りつかれていき、貞純大妃に弱みを握られた事も追い打ちとなり、専横をほしいままにするようになる。元嬪没後もウノングンの子ワンプングンを招聘、彼を妹の養子として、外戚への道を再び開こうとした。また妹の懐妊・流産偽証の件で孝懿王妃に罪を被せた事が元で、徐々に彼女との摩擦が生じ、偽証を王妃に見破られた上に元嬪が病死した事によって対立が決定的になり、彼女への復讐に燃える。そして後に老論派と内通していた事が孝懿王妃に発覚し、口封じと妹を死なせた自責の念から後に、宴を利用して孝懿王妃暗殺計画を実行に移すが、直前に翻意する。本人が不在だった為に彼女では無く、自分を心から信頼してくれるサンを毒殺しようとしてしまった事実 によって罪の意識に苛まれ、遂に自首。サンの失望 を買って拷問の末に死刑となるところを、暗殺を思いとどまったことをサンに考慮されて死一等を減じられ江陵の流刑地へ配流となり、文字通り全てを失った。流刑地からも軍制改革を上書するが、肺の病を発して衰弱して倒れ、駆け付けたサンとテスに看取られながら息を引き取る。テスたち護衛官が彼のために葬列を組み、流刑地から埋葬地まで盛大に送った。
チョン・ヤギョン（丁若鏞）：ソン・チャンウィ-（小森創介）
ホン・グギョンが朝廷から去った後、彼と入れ替わる形でサンの右腕となる人物。成均館で出された課題答案を早々に書き上げ、無記名で残してその場を抜け出し塀を乗り越えようとしたところ、通りかかったサンとテスに手を貸すように頼む、というのがサンとの出会いだった。回答があまりにも前衛的すぎたため、サン自らが採点するまでは科挙に落第し続けていた。仕事に熱中すると部下が呼んでいるのも耳に入らなくなるばかりか、時間を忘れて夜中にサンに報告に赴いたり、サンに報告書を提出する時間を忘れたりもする。無類の読書好きで、チャン・テウから法の改正や提案の件で叱責されたにも拘らず、「テウ様の著書の中でどうしても手に入らない一冊を貸してほしい」と嘆願し、彼を呆れさせてしまったほどである。武術はからっきしで弓矢もまともに命中しないなど、武術に優れるサンとは好対照である。豊富な知識と物怖じしない豪胆さが買われてサンの側近となる。暗行御使（アメンオサ）として京畿道に赴任したり、宋応星の『天工開物』を元に挙重機（コジュンギ。当時のクレーンにあたる機械）を発明して、新しい首都および商業の中心地になる予定だった水原華城の建設にも深く関わる。サンの絶対的な信頼を受け、承政院左副承旨（スンジョンウォン　チャブスンジ　正三品堂上相当）に昇進し、王の「遷都」を含めた改革に協力する。
史実では、成均館に学んだ実学者で多くの著書・業績を残し、政治や法律や経済、建築学、医学、教育、歴史など、ありとあらゆる学間を修め、彼がその生涯で残した著作はじつに500冊以上に及ぶと言われる。詩人としても有名。サンの死後は王から受けた寵愛および天主学（キリスト教）に入信したことが仇となり、長きに渡って弾圧を受けることになる。
チェ・ジェゴン（蔡済恭）：ハン・インス-（納谷六朗）
判義禁府事（パンウィグムブサ　従一品相当）。思悼世子（サンの父）の忠臣であり、幼いサンの教育係を努める。ナム・サチョを英祖王に引き合わせるが、のちに老論派の謀略で流罪となる。サンが世孫として成長した頃に、サンの偽の通達事件で英祖王に呼び戻され、サンの補佐役に任命された後はサチョと共にサンを助ける。若くして権力を急速に増していくホン・グギョンの身を案じて、諫めていくものの、皮肉にもその不安が後に現実のものとなってしまった。
チェ・ソクチュ（崔錫周）：チョ・ギョンファン-（村松康雄）
吏曹判書（イジョパンソ：人事を司る官庁の長官。正二品相当）→第65話で右議政（ウイジョン。正一品相当）に昇進。老論派の重鎮であり、貞純大妃、ファワン翁主の指示を受けてサンの廃位を企む。正祖が即位する際は英祖に呼び出されてサンと妥協し、難を逃れている。正祖の政策に猛反発して、自分達の権威を誇示しようとするも逆に反発された事で遂に怒り、正祖を追い落とすべく師でもあるチャン・テウを招聘した。ミン・ジュシクの庶子への報復を見抜くなど目ざとい面を持つが、彼の事後処理の甘さに呆れ、匙を投げてしまう。最後には老論派の勢力を集めて決起、謀反を起こしたために正祖の怒りを買い、大逆罪として斬首刑に処されるが、老論派の命脈を保つために「大妃は加担していない」と大妃を庇い抜き、老論派の未来を彼女に託した。
架空の人物であり、モデルはシム・ファンジ（沈煥之）。
チョン・フギョム（鄭厚謙）：チョ・ヨヌ-（加瀬康之）、幼少期：イ・インソン
司憲府持平（サホンブ　チピョン　正五品相当）から承政院（スンジョンウォン）の同副承旨（トンプスンジ。正三品堂上相当）。漁師の息子として生まれ、子供の頃にサンの学友に任命される。明晰な頭脳と巧みな処世術でファワン翁主にとりいって彼女の養子となる。表面は絶えず微笑や穏やかな表情を浮かべているが、内心は非常に冷たく血も涙も無い性格の持ち主であり、己の野心のためならどんな手段も選ばない。若くして急速に昇進し、英祖の信任を得て最側近として政務をこなすようになるが、正祖が即位した際に謀反を企み、首謀者として咸鏡道へ流刑の後、王命により賜死（薬殺刑）となる。ホン・グギョンとは自分と重なるところがあったのか、彼が自分と同じく確実に破滅するであろう未来を予見し、自身の死後、それが的中した。賜死の際、クギョンが見届け人であったため、臆する事無く、毅然と王命を受け入れた。
第34回で身を隠している間にサンと共に髭を蓄えた。
彼を演じたチョ・ヨヌのインタビューによると、史実でのチョン・フギョムの資料はあまり残っておらず、演じるのに苦労したと言う。その為、史実での彼がどの様な人物だったかは不明。
キム・ギジュ（金亀柱）：チョン・ミョンファン-（大島宇三郎）
承政院左承旨（スンジョンウォン　チャスンジ　正三品堂上相当）で貞純大妃（テビ）の兄。性格は極めて粗野で思慮が浅く、頭が良いとは言えない。作中においても妹である貞純王妃（大妃）から度々叱責を受けている。しばらく朝廷から離れていたが、貞純王妃によって平壌から呼び戻される。サンの即位前の暗殺計画に失敗し流刑処分になるが、英祖の認知症につけこんだ貞純王妃の策により赦免される。正祖が即位した際に改めて黒山島へ流刑となる。宣旨では賜死を言い渡されなかったのと、流刑地で毒薬を与えられた描写もなかったので、その後の去就は不明。
ホン・ボンハン（洪鳳漢）：シン・チュンシク-（浅見小四郎）
左議政（チャイジョン　正一品相当）→第50話で領議政（ヨンイジョン：議政府の最高位の役職。正一品相当）に昇格している旨がヘギョングンのセリフから窺い知ることができる。恵慶宮（サンの母）の父。サンの母方の祖父にあたる。朝廷の派閥争いには中立を保つ。基本的には少論派（世孫寄り）の人物であるものの、ソンヨンのことを「たかが茶母」と軽視する発言をしており、ソンヨンが清国へ渡った後のサポートも全く取っていないなど、人間的には冷たい人物である。老論派に身を置く弟、イナンの身を危惧し、娘である恵慶宮に請うてまでイナンを助けようとしたが、真相がファワンを通じて恵慶宮の知る所であったため、激しい叱責を受けてしまい、謀反にかかわった事実を覆す事ができず、結局弟を救う事は出来なかった。チャン・テウの朝廷復帰以降、彼は登場していない。
ホン・イナン（洪璘漢）：ナ・ソンギュン-（中村浩太郎）
刑曹判書（ヒョンジョパンソ：法や刑罰を司る官庁の長官。正二品相当）。ホン・ボンハンの弟で、サンの大叔父にあたる。当初は少論派だったが欲に駆られて老論派に寝返る。サンが即位後、謀反に加担したことが露見し、兄に命乞いをするが、結局流刑の後に賜死となってしまう。
チャン・テウ：イ・ジェヨン-（永田博丈）
左議政（チャイジョン：議政府の高位の役職。正一品相当）→第65話で領議政（ヨンイジョン：議政府の最高位の役職。正一品相当）に昇格。第49話より登場した前左議政。かつて老論派の首長としてその名を轟かせた人物だったが、「先王が実兄を毒殺した」と匿名で上奏した事を貞純王妃（大妃）の親族によって付きとめられてしまい、弱みを握られる形で朝廷を追放されてしまう。このことが原因で外戚を嫌うようになった。昌寧で私塾を開き儒学界の実力者として暮らしていたが、正祖を追い落とそうと目論むチェ・ソクチュにより都に呼び戻される。深い学識を備え、全国の両班から尊敬を集め、彼に従わない老論派の人間は（大妃側の者を除けば）誰一人いない。更に全土の私塾に呼び掛けて科挙を妨害したり、ストライキを起こさせるなど、両班のみならず儒生に対する影響力は絶大である。信条の相違はあれども正祖とは思想が非常に近く、老論派でありながら政務に対しては実直かつ誠実な反面、余計な混乱を起こす者は老論派の身内であろうと決して許さない。「心ある者の務めは国を正しく導く事。保身のために信念は曲げられない」と自身の信念を一切曲げず忌憚なく意見するところが正祖に信任され、王命によって左議政に再び任じられて朝廷に復帰する。鋭く本質を突いた（殆どの相手からは侮辱も同然と言える）毒舌混じりの厳しい意見を誰に対しても言い放つため、特に外戚であるホン・グギョンとは敵対関係になっていく。サンに対する一定の理解と忠誠を持っているため、クギョンが起こしたヒョイ王妃暗殺計画の調査を進言し、その全権を委ねられた。また、孝懿王妃を暗殺しようとしたホン・グギョンの処遇は当然死罪と思っていたため、彼が流刑になった事を不服に思っている。朝廷内において重きを成していく事になるが、第76話後半で全ての職を辞して隠居生活に入った。
架空の人物で、モデルはキム・ジョンス（金鐘秀）。
ソ・インス：パク・テホ-（名取幸政）
かつて思悼世子の護衛官を務めた武官で、サンにとっては幼い頃に王宮の庭で肩車をして遊んでもらった思い出がある人物である。引退していたところに他の元護衛官らと共に謀反の疑いをかけられるが、ソンヨンらの活躍で無実を証明される。老論派が五軍営を掌握してサンを攻撃しようとした時、平安道に援軍を要請する使者として赴く。
ハン・ジュノ（韓俊虎）：イ・ギョンヨン-（田村勝彦）
兵曹判書（ピョンジョパンソ）。
イ・ジョンテ：イ・ビョンシク-（津田英三）
ミン・ジュシク：チョン・ホグン-（天田益男）
前吏曹参議（チェン　イジョチャミ　正三品堂上相当）。チャン・テウの側近。テウと同時に朝廷に復帰し、奎章閣の副提学となる。老論派の両班である事を鼻にかけ、身分の低い者たちに余りにも横柄で尊大かつ自己中心的で他者を見下す言動を繰り返すため、奎章閣の庶子や宿衛所の面々と問題を事ある度に起こしていく。また、チャン・テウを通してホン・グギョンに対する言いがかりをつけ、自分に口答えした事に対する報復として奎章閣の庶子全員に刺客を送り込み、提学（チェハク。奎章閣の長）キ・チョニクを死に追い込んだ張本人であるが、チャン・テウの尋問にも巧みに言い逃れた。証拠隠滅を怠る等、チェ・ソクチュが匙を投げてしまうほどの事後処理の甘さが災いして、後に捜索の手が伸びた事で庶子への報復が明るみとなり、欺かれた事に激怒したチャン・テウによって老論派を追放された。その罪により義禁府（ウィグムブ：王命により 罪人の取り調べを行う官庁）に護送されかけるが貞純大妃に助けられ逃走、大妃の密命でサン暗殺のために武官として潜り込ませる兵士を鍛えていた。ソクチュに呼応して謀反に加担するも失敗し、ソクチュらと共に大逆罪として斬首の刑に処され、他の老論派の者と共に、貞純大妃に老論派の未来を託した。

### 図画署（トファソ）の人々
パク・ヨンムン（朴英文）：シン・グク-（村田則男→坂口進也）
図画署の署長である別提（従六品相当）。思慮深く、才能あるソンヨンを温かく見守る。十数年前に失踪したウムダムの顔を知る唯一人の人物。
クグ・デホ（鞠太護）：カン・サング
図画署の副署長。最初はソンヨンに辛く当たるが、後半には理解を見せる。派閥争いのある宮廷において、どちら側か最後まで不明。
図画署専用の服を着ず、なぜか文官用の服を着ている事が多い。
イ・チョン（李天）：チ・サンリョル-（ふくまつ進紗）
図画署の司勇（サヨン　正九品相当）→画史（ファサ　従八品相当）に昇格。ソンヨンが図画署に入れるように口利きをした人物である。画事を務める傍ら春画を描いて内職をし、図画署の仕事をソンヨンに手伝わせることが多々ある。口が軽く小心者・恐妻家で権力に弱いが、それなりの正義感を併せ持っており、陽気な笑顔と場を和ます力量で影に日向にテスやソンヨンを助ける。後にかつての図画署の画員だったウムダムと出会い、彼の修行を受ける事となる。ホン・グギョン失脚後は彼に掌を返した様に罵倒した。最終回では、図画署を辞め、庶民に絵を教えている。
タク・チス（卓智洙）：ユ・ミニョク-（内田岳志）
図画署の司勇（サヨン　正九品相当）→画史（ファサ　従八品相当）に昇格。英祖王の御真画師に選ばれ、正祖王の即位式には図画署の責任者を務めた事もある。最初はソンヨンに敵対的で自分の倫理に従って処罰まで課そうとするほどだったが（事の次第を知って駆け付けたヨンムンに厳しく叱責される）、彼女に窮地を救われてからは彼女に協力的になり、次第に好意まで抱き始める。チョンからライバル視されている。彼が起こしたトラブルからウムダムと出会い、彼と共にウムダムの絵の修行を受ける事になる。チョンと同じ恐妻家で、ウムダムが授業料を持ち逃げした時は妻に「授業料が無駄になった」と怪我をさせられた。最終回では、図画署の署長になる。
ヤン・チョビ（ヤン尚宮）：イ・イプセ-（片岡身江）
ソンヨンの先輩で図画署の茶母。当初はソンヨンをあからさまに嫌い、彼女を追い落とすために罠にかけてせせら笑う意地悪な言動をとり、ソンヨンは幾度もサンとの再会を逃すという苦汁を舐めさせられた。茶母の仕事で行った武科試験でテスに一目惚れし、テスがソンヨンと同居していることを知り、それ以降はソンヨンに対して優しく接するようになる。疫病にかかるなどの困難にあった上に、元嬪に徹底的に振り回され、ソンヨンがサンの側室になってからは彼女付きのスバル尚宮として宮中に入る事になってしまい、テスへの想いは結局叶わなかった（しかし、当のテスはチョビに毛ほどの興味も示さなかった）。孝懿王妃が後宮に入ったソンヨンが寂しくないようにと配慮して図画署から女官になる者を探しているということを聞きつけ、キム尚宮の目にとまるようにわざと女官専用門のそばでソンヨンを心配して泣くふりをしており、結果無階の茶母から正五品の尚宮になるという大出世を果たした。テスとの関係はどうなったのかは不明。ソンヨンの死には涙を流した。親族が多いらしく、内人（ナイン。女官）として仕えている妹・ウングムが居る。ソンヨンの死後は、図画署へは戻らず、尚宮として孝懿王妃の元に身を寄せた。初対面なのにキム・ジョングムのことを知っているといい、「前世では二人とも宮廷の水刺間で働いていた(「宮廷女官チャングムの誓い」のミン・グィヨルとユン・ヨンノ)らしい。
ファン・ミス：イ・スンア-（藤村知可）
図画署の茶母。ソンヨンの友人でチョビ等、先輩からイジメを受けるソンヨンをかばう場面が多々ある。
シビ（市非）：キム・ユジン（岬凛）
図画署の茶母。当初はソンヨンを目の敵にしていた。
セモ：ハン・ジウォン（澤山佳小里）
図画署の茶母。当初はソンヨンを目の敵にしていた。
メジョン（梅種）：オ・セジョン
図画署の茶母。当初はソンヨンを目の敵にしていた。

### 内待府・内命婦の人々
ナム・サチョ（南四超）：メン・サンフン-（大川透）
内侍府（ネシブ）の尚洗（サンセ・正六品相当）→尚膳（サンソン。従二品相当）に昇格。元海美軍鎮の軍官であり、内侍府の内部調査なども手がけていた。武芸に長けている。チェ・ジェゴンと共にサンを助けつつ、テスやタルホを温かく見守っている。また、タルホが内待府に復帰した時には再会出来た事と復帰を喜び「これからも力を尽くして欲しい」と励ました。
パク・タルホ（朴達浩）：イ・ヒド-（佐々木睦）
内侍（ネシ）の内官→武器庫事件で都を離れ、後に商人として都に戻る→尚門（サンムン　従八品相当）として内侍に復帰。小心者だが根は素直で善人。テスの叔父であり、両親のいないテスの親がわりである。また、身寄りのないソンヨンを自宅に住まわせて娘同然に可愛がったり、テスの昇進を我が事のように喜ぶなど子煩悩な人物。内偵を進めていた武器庫事件で自分のみならず、解決への糸口となったテスとソンヨンが刺客に狙われている事を知って二人を連れ出し、刺客に追われながらも間一髪で都を脱出して難を逃れた。
居酒屋の女将、マクソンと恋仲になるも、自身が玉無し（鼓子(コジャ)＝男性自身がない男の事）であることが知られてしまい、一時関係は冷え込む。しかしその後よりを戻し、晴れて夫婦になり、ホン・グギョンの口添えもあって、内侍府に復帰した。後に、養子をとる。
キム・ジョングム（金貞今）：キム・ソイ-（玉川砂記子）
孝懿王妃に仕える尚宮（サングン。正五品相当）。王妃に対して物おじせず思ったことをハッキリ言うため、度々王妃からたしなめられる場面がある。ソンヨンのことが気に入らず、事あるごとに邪険に扱っていた。世継ぎの事を急ぐ王妃がソンヨンを側室に迎える考えを明かした時にも「あの者はならない。名家の者から選ぶべき」と猛然と反発して逆に叱責されてしまう。最初は、王妃の立場を考えサンと身分の違うソンヨンに対して厳しく当たるが、元嬪の尊大な態度に辟易するなどしたことで徐々にソンヨンを認めるようになる。恵慶宮がソンヨンのことを毛嫌いすることになるキッカケを作った人物でもある。また、第57話では門前払いにされそうになったソンヨンから益母草の事を聞き、孝懿王妃と引き合わせて事態の解決へ繋ぐ事となる。チョビによると、前世では一緒に宮廷の水刺間で働いていたらしい。
イ・ジョモ（李早毛）：ペク・ナヨン
恵慶宮に仕える尚宮。チョビの妹曰く気難しい。
パク尚宮：チェ・イェジン
サンに仕える尚宮。ドラマ後半ではセリフは無いものの、彼女がアップされたカットが多く見られる。
カン・ミビ（姜美菲）：イ・スク-（真山亜子）
貞純王妃（大妃）に仕える尚宮。彼女への情報収集や伝達などの雑務を着実にこなす。
クァク・ミグム（郭末今）：アン・ヨジン
ファワン翁主に仕える尚宮。ファワン配流と共に姿を消したため、去就は不明。
チェ尚宮：イ・サンミ
元嬪に仕える尚宮。元嬪の懐妊・流産偽証に深く関わる。元嬪没後も孝懿王妃によって宮中に残ることを許されたが、閑職に追いやられていた。ホン・グギョンから王妃の食事に毒を盛るよう頼まれるが、直前に犯行を中止したクギョンによって止められる。宿衛所によって会場が封鎖されたため逃げ場がないことを悟り、暗殺に使う予定だった毒をあおって自殺した。

### 宿衛所/壮勇衛・壮勇営の人々
宿衛所（スギソ）：王の護衛を担う特別部隊。王の直轄として、どの部署にも属さない。
壮勇衛（チャンヨンウィ）：ホン・グギョンの死後、彼の遺した改編案を基に宿衛所と既存の警備・軍事組織を統合して作られた王の護衛部隊
壮勇営（チャンヨンヨン）：壮勇衛を増強した、王の護衛軍
ソ・ジャンボ（徐長輔）：ソ・ボムシク-（藤真秀）
サンの護衛部隊にて左侍直（チャシジク　正八品相当）→正祖即位後に宿衛官（スグィグァン、従五品）→護軍（ホグン、正四品相当）→壮勇衛の中軍官を経て、兼司僕将（キョムサボクジャン　兼司僕の隊長。従二品相当）と壮勇営（チャンヨンヨン）総官（チョングァン　従二品相当）を兼ねて昇格。短気で怒りやすい性格が災いして敵に利用されることもあるが、明朗快活な性格で仲間を思いやる気持ちが強い。登場初期の頃は自らの職務の本分を忘れており、自身が護衛すべきサンのことを嫌っていた。しかし、サンに過酷な弓矢の練習を課された時に、自分達が射た矢よりもサンが射た方が数が多い事を当時まだ駆け出しだったホン・グギョン に指摘され、考えを改めた。なお、名前だけで表記する場合は「チャンボ」となる。
カン・ソッキ（姜碩基）：チャン・ヒウン-（中尾一貴）
サンの護衛部隊にて右副率（ウブソル　正七品相当）→正祖即位後に宿衛官（スグィグァン、従五品）→壮勇衛（チャンヨンヨン）中軍（チュングン　従二品相当）→総官（チョングァン　従二品相当）を経て、内禁衛将（ネグミジャン：内禁衛の隊長。従二品相当）に昇格。チャンボとは対照的に冷静である。弓の名手。

### その他
マクソン：キョン・インソン-（新田万紀子）
酒幕（チュマク、居酒屋）の酒母（チュモ、女将）。物事をはっきり言う明快な性格で、テスやタルホ（テスの叔父）をしばしば支える。その後タルホと恋仲になるが、タルホが玉無しである事を知り一時関係が冷え込む。しかしその後縒りを戻し、晴れて夫婦になる。後に、養子をとる。
パク・チェガ（朴齊家）：チョン・ジェゴン
正祖が改革政治の中枢機関として創設した、奎章閣（キュジャンカク。王宮内に設置した図書館）の検書官（ケンソグァン　正五品相当）。実学者として後世に名を残す人物である。史実では後述するイ・ドンムやユ・ドゥッコン、ソ・イスらと共に、『武芸図譜通志』の本の編纂を担当し、「四検書」（サゴムソ）の一人として称されたものの、正祖の死後に反対勢力から濡れ衣を着せられて流刑の後、拷問の後遺症で命を落とした。
ユ・ドゥッコン（柳得恭）：チュ・ホニョプ
奎章閣の検書官の1人。チェガと共に『武芸図譜通志』の本の編纂を担当した。詩人、そして歴史家としても有名。
イ・ドンム（李徳懋）：シン・ソンギュン
奎章閣の検書官の1人。チェガと共に『武芸図譜通志』の本の編纂を担当した。詩人としても名高い。
キ・チョニク（奇天益）：ファン・イルチョン
摂政の任を解かれた後、お忍びで町を歩いていたサンが出会った市井の実学者。庶子の儒生達に慕われていた。サンが即位した後、奎章閣の提学に任命される。庶子たちが重用されるのを良く思わないミン・ジュシクが放った暴漢に襲われて重傷を負い、放火とみられる不審火の煙に巻かれた結果、命を落とす。サンを始め儒生達に慕われていた為か、彼の葬儀は盛大に行われた。
ペク・ドンス（白東脩）：キム・ソンシル
パク・チェガらと共に登場する。一見小柄な男だが、どんな武芸書にも載っていない型の武芸を操る武術の達人で、テスもチャンボも歯が立たなかった。後に壯勇衛の部隊長になり、『武芸図譜通志』の編纂に協力する。実在の人物。
ソン・ソンウク：ユ・ジョンソク（近木裕哉）
ソンヨンの弟。第1話でソンヨンと生き別れ名家に預けられたが、実は養父母によって奴婢として売られていた。ドラマ後半には天主学（当時のカトリック教の呼び名）の学徒として再び登場し、姉であるソンヨンを陰から見守り、手助けした。その後、天主学徒が正祖暗殺未遂事件に関与したという疑いで捕らえられるが、無事釈放されソンヨンと再会を果たした。62話で自分と共に暮らそうとする姉を側室となるよう諭し、サンのもとへ戻る後押しをした。
オ・ジョンホ（呉正浩）：ソン・イルグォン
フギョムの部下で右腕ともされる人物。フギョムが独自に雇った密使（いわゆる「スパイ」）であり、宮中の人物ではないため、常に私服を着ている。武芸に長ける。老論派による謀反が失敗した後、船着き場でフギョムとファワン翁主を逃がすために追手の兵士たちに捨て身で斬りかかり、命を落としてしまう。しかし、結局二人は捕らえられフギョムは賜死になった為、彼の死は無駄死になってしまった。
ウムダム：イム・ヒョンシク-（佐々木梅治）
第51話より登場。かつては図画署の画員で、従四品で掌令（チャンリョン）まで上りつめた伝説の人物であり、御真画師（オジンファサ。王と対面し、その肖像画を描く絵師）に4度も選ばれたほど。しかし、十数年前に突如、図画署を去り、長らく行方知れずだった。「王様の絵は目を閉じても描けるのに、妻や娘の絵は描けない」と言う程絵に打ち込みすぎた後に家族を疫病で喪い、酒に溺れ春画を書いている頃にイ・チョンと出会い「師匠」と呼ばれる。その際に「弟子になるには多くを失うぞ」と警告したうえで、俗世の欲を払うと称して妓楼に入り浸り、様子を見に来たヨンムン達にイ・チョンが叱責され、追放されそうになった。図画署でウムダムの顔を知っているのは署長ヨンムンだけとなっており、妓楼で見かけたウムダムに「掌令様」と呼びかけた。押し掛け弟子イ・チョンとタク・チスの相手をする一方でソンヨンと仲良くなり、イ・チョンとタク・チスの指導料を持ち逃げする前にソンヨンに妻と娘の墓の絵を見せ、人生には画の道よりも大切なものがあることを諭す。

## その他
- イ・サンの撮影は水原華城でも行われているが、主なロケ地は龍仁市にあるMBCドラミア（MBC文化動産オープンセット）で行われている。MBCドラミアでは他に、ホジュン・商道・宮廷女官チャングムの誓い・美賊イルジメ伝・シンドン・太王四神記・朱蒙などが撮影されていて、2010年までに43万坪の敷地に三国時代、朝鮮時代、近・現代のオープンセットやプレイランド、放送映像体験室、キャラクター・モールなどを増築予定である。
- ドラマ終盤にイ・サン役のイ・ソジン、ソンヨン役のハン・ジミン、英祖役のイ・スンジェら『イ・サン』に出演している俳優の90%が加入している韓国放送映画公演芸術員労働組合（委員長キム・ウンソク）と制作局のMBCとの間で俳優の出演料を巡っての問題があり、最終回まで5話残している状況で、組合に加入している俳優のストライキもあり得るという状態になった。MBC制作運営チーム関係者は「最悪は（ストライキした俳優を除く形で）シナリオを修正する案も検討中」としていたが、結局ストライキは行われなかった。
- 上記の時の話として、同ドラマの演出を務めるイ・ビョンフンは以前、制作関係者たちとの席で「トップスターのギャランティーが、私の演出料の4倍にもなる。『宮廷女官チャングムの誓い』を演出した時に比べて3年間のあいだにギャランティーが10倍以上になった俳優もいる」と話し、出演料への負担をのぞかせた。その後、放映が終了した後も制作会社からイ・ソジン、ハン・ジミン、イ・ジョンス、キョン・ミリなど主要キャストへの出演料も支払われず、出演者らが法的手段に出る、という問題も発生した（MBCが制作した歴史ドラマの「朱蒙」や「太王四神記」でも同様の問題が発生していた）。
- 本ドラマはイ・ビョンフン監督が演出しているせいか、『宮廷女官チャングムの誓い』がらみのセリフも見られる。ソンヨンの図画署の先輩であり、ソンヨン（『チャングム』ではシンビ役）が後宮に入ってから尚宮として仕えるチョビ（『チャングム』ではヨンノ役）と、イ・サンの王后（『チャングム』ではヨンセン役）に仕えるキム尚宮（『チャングム』ではミン尚宮役）との会話で、水刺間（スラッカン）で、「前世はここで働いていた様な気がする」等。
- 水原華城にある行宮の壁画には、実際に図画署が書いたと思われる数十メートルにも及ぶ行幸の図があり、正祖、恵慶宮、孝懿王后、壮勇営などが描かれている。
- 劇中ではテスとペク・ドンス（第33話でチャンボと対決）が著したとされる「武芸図譜通志」は、実際には架空の人物であるテスは関与しておらず、実在したトンスが武術の具体的な技術指導を担当。パク・チェガ（朴齊家）とイ・ドンム（李徳懋）が本の説明と編纂を担当し、図による解説は図画署の画員、キム・ホンド（金弘道）が担当している。
- ドラマ中では出演はしていないが、史実での当時の図画署では、上記のキム・ホンドとシン・ユンボク（申潤福）が双璧をなしている。ホンドは御真画師を三度務める傍ら、庶民の暮らしを生き生きと描いた風俗画を多数残しており、従六品東班職に昇格。一方、ユンボクは妖艶な女性を中心とした男女間の愛情を表す風俗画を得意とした。しかし、図画署の画員でありながら卑俗な絵を数多く描いたため、図画署から追い出されたといわれている。なお、二人を題材としたドラマに『風の絵師』がある。
- イ・サン役であるイ・ソジンが、2009年9月に来日。東京でのファンミーティング、日本では初放送となるドラマ『Freeze』の記念記者会見と併せ、『イ・サン』のプロモーションを行った。また、民主党による新政権発足となる前々日の2009年9月14日には、民主党の鳩山由紀夫代表を表敬訪問した。その際には、韓流ドラマのファンでもある幸夫人も同席し、英語でイ・ソジンと会談した。

## スタッフ
- 企画：チョ・ジュンヒョン
- 演出：イ・ビョンフン、キム・グノン
- 脚本：キム・イヨン
- 制作：キム・ジョンハクプロダクション

## 受賞
放映開始の2007年に、放送局であるMBCが年末に行っている「MBC演技大賞」に以下の賞が授与された。
- 男性最優秀賞：イ・ソジン（イ・サン役）
- 女性優秀賞：ハン・ジミン（ソン・ソンヨン役）
- 男性新人賞：ハン・サンジン（ホン・グギョン役）
- 特別賞/子役賞：パク・チビン（イ・サン/幼少期役）
- 黄金の演技賞/時代劇部門：イ・スンジェ（英祖役）

## CD・DVD

### CD

#### 韓国版
- イ・サンOST（笛奏龍鳴水）全17曲

1. サン（祘）〜ドラマ・オープニングタイトル〜
2. 霧舞
3. 約束（唄/チャン・ユンジョン）
4. 笛
5. 蝶
6. LAMENTO
7. 少女
8. チャンナビ
9. 湊
10. 龍
11. 鳴
12. 水風
13. 霞蓮（ソンヨンのテーマ）
14. 武徳（ムドクのテーマ）
15. 約束（Inst.）
16. ハンア（※ハンア＝幼い女官の意）〜ドラマ・エンディングタイトル〜
17. 水

#### 中国大陸版
1. 《我的嫦娥》（歌：中央少年廣播合唱團）

作曲：李時佑、林世賢，作詞：陳少琪

#### 香港版
1. メインテーマ：《望遠方》（歌：ジェイソン・チャン）

作曲、プロデュース：ピーター・カム、作詞：アブラヒム・チャン
1. サブテーマ：《我的嫦娥》（中国大陸版と同じ）

### DVD

#### 韓国版
- イ・サンDVD BOX1（1話 - 20話）
- イ・サンDVD BOX2（21話 - 50話）
- イ・サンDVD BOX3（51話 - 77話）

上記はいずれもリージョンコード3で音声は朝鮮語。字幕無し。

#### 日本版
レーベル面は李氏朝鮮章をあしらった物である。また、イ・サンが王として即位してからは、龍袍（ヨンポ・王の官服）の色に合わせて、レーベル面の色が黒から臙脂色に変わっている。
- イ・サン DVD-BOX I   (1話 - 10話) (2009年12月23日発売)
- イ・サン DVD-BOX II (11話 - 22話) (2010年3月26日発売)
- イ・サン DVD-BOX III (23話 - 32話) (2010年6月23日発売)
- イ・サン DVD-BOX IV (33話 - 44話) (2010年9月22日発売)
- イ・サン DVD-BOX V (45話 - 54話) (2010年12月22日発売)
- イ・サン DVD-BOX VI (55話 - 66話) (2011年3月18日発売)
- イ・サン DVD-BOX VII (67話 - 77話) (2011年6月22日発売)
- イ・サン レンタル版（全39巻）

全7BOX。BOX版・レンタル版共に、本編ノーカット完全版。上記はいずれも日本語字幕・日本語吹替あり。発売元はバップ。

## 書籍
- 韓国ドラマ・ガイド『イ・サン 第1巻』 NHK出版 ISBN 978-4-14-407156-0
- 韓国ドラマ・ガイド『イ・サン 第2巻』 NHK出版 ISBN 978-4-14-407162-1
- 韓国ドラマ・ガイド『イ・サン 第3巻』 NHK出版 ISBN 978-4-14-407172-0
- 『イ・サン -正祖大王- [1］』 竹書房 ISBN 9784812439128
- 『イ・サン -正祖大王- [2］』 竹書房 ISBN 9784812439746
- 『イ・サン -正祖大王-［3］』 竹書房 ISBN 9784812440681

## 注
1. ↑  最終話を除き、毎週各2話連続で放送されていた。
2. ↑  登場人物の台詞は、イ・サン（主人公）は黄色で、パク・テスは緑色で、ソン・ソンヨンは水色で表記される。
3. ↑  第66話（2012年10月6日）のみ16:30から17:30。
4. ↑  NHK版とは違いCMが入るため、実質45分弱に更にカットされている。
5. ↑  例として「ホン・グギョン」と「クギョン」。またハングル表記で表す場合、パッチムの連音化等で呼び方も変わることがある（例：「パク・タルホ」→「パク・タロ」「ムドク」→「ムドギ」。同じような例として『オールイン 〜運命の愛〜』の主人公「キム・イナ」の呼称について「キム・インハ」と書かれていたりする）
6. ↑  但し、父・思悼世子や、祖父・英祖から、サンと呼ばれたことが稀にあった。また、ソンヨンにも2度ほどサンと呼ばせている。
7. ↑  先王英祖から与えられた淑嬪崔氏（英祖の生母）の形見の指輪を大切に保管していた事で、入宮する前から英祖に認められていたことからわかり、晴れて昇叙した。
8. ↑  自ら去勢をしようとすれば恐怖のあまり失禁までする程で、宮中に戻りたいが為にパク・タルホに自身の去勢を懇願したりしていた。
9. ↑  この症状が「認知症」と呼ばれる様になったのは、2004年からである。それまでは「痴呆」と呼ばれていたが、この言葉は侮蔑的な意味があると同時に現代的な表現を取り入れる事によって視聴者に解り易くする為の配慮であり、『イ・サン』の時代（ここでは英祖が亡くなった1776年）では「認知症」と呼ぶのは本来ならば誤りである。また、本作では「認知症」の言葉以外にも現代的なアレンジが随所に加えられている。
10. ↑  メハジキ。婦人科全般に効果があるが、子宮収縮作用があるため妊婦には禁忌の薬剤である。不妊症に苦しんでいた孝懿王妃は益母草を常用していたため、妊娠しているはずの元嬪が益母草を服用しているのはおかしいとすぐに気がついた。
11. 1 2  グギョンが失脚後のチョンスン大妃を含む老論派と内通していた事をサンに暴露しようとしていた。
12. ↑  ソ・ユナ本人は「イ・サン」にキャスティングされていたが、出演シーンそのものがカットとなったので出演していない。
13. ↑  孝懿王妃の代わりにサンが宴に出席した為、王妃が食べる筈だった蕎麦をサンが食べる事になった。計画を中止したため事無きを得るが、グギョンが自首するきっかけになってしまった
14. ↑  但し、グギョンの失脚後もサンは彼の身を案じていた
15. ↑  流刑地で独り佇む姿がある程度である
16. ↑  孝懿王妃の許可なく独断で恵慶宮と対面し、ソンヨンについて在ること無いこと言いたてたことがその原因である。しかし、後の行動を見る限り、自身の行動が恵慶宮とソンヨンの関係を悪くしたことを覚えていないようである。
17. ↑  作中、重臣は上の職位から順に赤・青・緑の文官服を着用するが、ホン・グギョンはこの時点でまだ緑色の文官服だった。
18. ↑  自分達が600本の矢を撃ったのに対し、サンは1000本の矢を撃った。なお、サンはこの事で自身の右肩を痛めている。
19. ↑  当のイ・チョンは妓楼に興味が無く、ウムダムは妓楼では出された料理や酒に殆ど手を付けず、イ・チョンはその代金を全てなけなしの所持金から支払っていた。また、この一件でイ・チョンは家庭崩壊の危機にまで陥っていた